# Nagoya Grampus Eight 1993
Questa voce raccoglie le informazioni riguardanti il Nagoya Grampus Eight nelle competizioni ufficiali della stagione 1993.

## Stagione
Nella stagione d'esordio della J. League il Nagoya Grampus offrì delle prestazioni altalenanti, concludendo entrambe le fasi nelle ultime posizioni a causa di alcuni cali di rendimento accusati nel finale. Eliminato al primo turno della Coppa Yamazaki Nabisco, al termine della stagione il Nagoya Grampus disputò la Coppa dell'Imperatore dove fu eliminato dai futuri finalisti del Kashima Antlers.

## Maglie e sponsor
Le divise, recanti sulla parte anteriore il nome della società e su quella posteriore lo sponsor ufficiale Toyota, sono prodotte da due fornitori tecnici a seconda delle competizioni a cui è iscritta (Le Coq Sportif per la Coppa dell'Imperatore e Mizuno per la J. League).
| Manica sinistra · Maglietta · Maglietta · Manica destra · Pantaloncini · Calzettoni |

## Rosa
| N. |                        | Ruolo | Calciatore          |
| -- | ---------------------- | ----- | ------------------- |
|    | Paesi Bassi (bandiera) | P     | Dido Havenaar       |
|    | Giappone (bandiera)    | P     | Ken Ishikawa        |
|    | Giappone (bandiera)    | P     | Yūji Itō            |
|    | Giappone (bandiera)    | P     | Hiroki Mizuhara     |
|    | Giappone (bandiera)    | P     | Tsuneyoshi Osaki    |
|    | Giappone (bandiera)    | D     | Takayuki Akiyama    |
|    | Giappone (bandiera)    | D     | Shigemitsu Egawa    |
|    | Giappone (bandiera)    | D     | Hisataka Fujikawa   |
|    | Brasile (bandiera)     | D     | Garça               |
|    | Giappone (bandiera)    | D     | Toshiyuki Kosugi    |
|    | Giappone (bandiera)    | D     | Kasuhisa Iijima     |
|    | Giappone (bandiera)    | D     | Shinji Ishihara     |
|    | Giappone (bandiera)    | D     | Seiji Kubo          |
|    | Giappone (bandiera)    | D     | Naoki Mori          |
|    | Giappone (bandiera)    | D     | Seiichi Ogawa       |
|    | Giappone (bandiera)    | D     | Norifumi Takemoto   |
|    | Giappone (bandiera)    | D     | Kei Taniguchi       |
|    | Giappone (bandiera)    | D     | Mitsutoshi Tsushima |
|    | Giappone (bandiera)    | D     | Kazuhito Yamamoto   |
|    | Giappone (bandiera)    | C     | Hideyoshi Akita     |
|    | Giappone (bandiera)    | C     | Tetsuya Asano       |

| N. |                        | Ruolo | Calciatore         |
| -- | ---------------------- | ----- | ------------------ |
|    | Giappone (bandiera)    | C     | Yoshimi Hamasaki   |
|    | Giappone (bandiera)    | C     | Takehiro Iwagiri   |
|    | Brasile (bandiera)     | C     | Jorginho           |
|    | Giappone (bandiera)    | C     | Tetsuo Nakanishi   |
|    | Brasile (bandiera)     | C     | Pita               |
|    | Giappone (bandiera)    | C     | Masashi Shimamura  |
|    | Giappone (bandiera)    | C     | Michihiro Tsuruta  |
|    | Giappone (bandiera)    | C     | Nariyasu Yasuhara  |
|    | Giappone (bandiera)    | C     | Makoto Yonekura    |
|    | Giappone (bandiera)    | A     | Hiroshi Aso        |
|    | Brasile (bandiera)     | A     | Elivélton          |
|    | Giappone (bandiera)    | A     | Tarō Gotō          |
|    | Giappone (bandiera)    | A     | Takashi Hirano     |
|    | Giappone (bandiera)    | A     | Kazutoshi Ishiyama |
|    | Giappone (bandiera)    | A     | Minehide Kimura    |
|    | Giappone (bandiera)    | A     | Kimihiko Kiyono    |
|    | Inghilterra (bandiera) | A     | Gary Lineker       |
|    | Giappone (bandiera)    | A     | Yasuyuki Moriyama  |
|    | Giappone (bandiera)    | A     | Tetsuya Okayama    |
|    | Giappone (bandiera)    | A     | Shigeo Sawairi     |
|    | Giappone (bandiera)    | A     | Akiyoshi Yoshida   |

## Calciomercato

### Precampionato
| Acquisti | Acquisti           | Acquisti      | Acquisti |
| R.       | Nome               | da            | Modalità |
| -------- | ------------------ | ------------- | -------- |
| P        | Hiroki Mizuhara    |               |          |
| P        | Tsuneyoshi Osaki   |               |          |
| D        | Norifumi Takamoto  | Toshiba       |          |
| D        | Shinji Ishihara    | Tōkai Daigaku |          |
| D        | Takayuki Akiyama   |               |          |
| D        | Kei Taniguchi      |               |          |
| D        | Misutoshi Tsushima |               |          |
| C        | Hideyoshi Akita    |               |          |
| C        | Takehiro Iwagiri   |               |          |
| C        | Yoshimi Hamasaki   |               |          |
| C        | Pita               | Fujita        |          |
| A        | Gary Lineker       | Tottenham     |          |
| A        | Takashi Hirano     |               |          |
| A        | Hiroshi Aso        |               |          |

| Cessioni | Cessioni        | Cessioni      | Cessioni   |
| R.       | Nome            | a             | Modalità   |
| -------- | --------------- | ------------- | ---------- |
| P        | Akiyoshi Ohashi |               |            |
| D        | Otohiko Kiyono  |               |            |
| C        | Pedro           |               |            |
| C        | Yūji Sugano     |               | svincolato |
| A        | Takafumi Ogura  | R.E. Mouscron | prestito   |
| A        | Marcio          |               |            |
| A        | Shinji Ogura    |               |            |

### Durante la stagione
| Acquisti | Acquisti  | Acquisti  | Acquisti |
| R.       | Nome      | da        | Modalità |
| -------- | --------- | --------- | -------- |
| A        | Elivélton | San Paolo |          |

| Cessioni | Cessioni | Cessioni         | Cessioni |
| R.       | Nome     | a                | Modalità |
| -------- | -------- | ---------------- | -------- |
| C        | Pita     | Inter de Limeira |          |

## Risultati

### Coppa dell'Imperatore

#### Suntory Series
| Kashima 16 maggio 1993 | Kashima Antlers | 5 – 0 | Nagoya Grampus E. | Kashima Soccer Stadium |

| Saitama 19 maggio 1993 | Urawa Reds | 0 – 3 | Nagoya Grampus E. | Urawa Komaba Stadium |

| Nagoya 22 maggio 1993                        | Nagoya Grampus E.    | 1 – 1 (d.t.s.) | Yokohama Marinos | Mizuho Rugby Stadium |
| \| \| \| \| \| \| Tiri di rigore 4 – 3 \| \| |                      |                |                  |                      |
|                                              |                      |                |                  |                      |
|                                              | Tiri di rigore 4 – 3 |                |                  |                      |

| Nagoya 26 maggio 1993 | Nagoya Grampus E. | 1 – 2 | Yokohama Flügels | Mizuho Rugby Stadium |

| Tokyo 29 maggio 1993                         | Shimizu S-Pulse      | 0 – 0 (d.t.s.) | Nagoya Grampus E. | National Stadium |
| \| \| \| \| \| \| Tiri di rigore 5 – 6 \| \| |                      |                |                   |                  |
|                                              |                      |                |                   |                  |
|                                              | Tiri di rigore 5 – 6 |                |                   |                  |

| Nagoya 2 giugno 1993 | Nagoya Grampus | 1 – 4 | Sanfrecce | Mizuho Athletic Stadium |

| Kobe 5 giugno 1993 | Gamba Osaka | 3 – 1 | Nagoya Grampus E. | Kobe Universiade Memorial Stadium |

| Tokyo 9 giugno 1993 | Nagoya Grampus E. | 3 – 1 | Verdy Kawasaki | National Stadium |

| Sapporo 12 giugno 1993 | JEF United | 3 – 1 | Nagoya Grampus E. | Sapporo Atsubetsu Park Stadium |

| Nagoya 16 giugno 1993 | Nagoya Grampus E. | 3 – 1 | Urawa Reds | Mizuho Rugby Stadium |

| Nagoya 19 giugno 1993 | Nagoya Grampus E. | 0 – 4 | Kashima Antlers | Mizuho Rugby Stadium |

| Kumamoto 23 giugno 1993 | Yokohama Flügels | 1 – 2 (d.t.s.) | Nagoya Grampus E. | Suizenji Stadium |

| Gifu 26 giugno 1993 | Nagoya Grampus E. | 3 – 1 | Shimizu S-Pulse | Gifu Nagaragawa Stadium |

| Hiroshima 30 giugno 1993 | Sanfrecce | 2 – 0 | Nagoya Grampus | Hiroshima Stadium |

| Suzuka 3 luglio 1993 | Nagoya Grampus E. | 2 – 3 | Gamba Osaka | Suzuka Sports Garden |

| Kawasaki 7 luglio 1993 | Verdy Kawasaki | 5 – 0 | Nagoya Grampus E. | Todoroki Athletics Stadium |

| Gifu 10 luglio 1993 | Nagoya Grampus E. | 0 – 1 | JEF United | Gifu Naragawa Stadium |

| Yokohama 14 luglio 1993 | Yokohama Marinos | 1 – 0 | Nagoya Grampus E. | Mitsuzawa Stadium |

#### NICOS Series
| Kobe 24 luglio 1993 | Nagoya Grampus E. | 1 – 2 | Yokohama Flügels | Kobe Universiade Memorial Stadium |

| Kashima 31 luglio 1993                       | Kashima Antlers      | 1 – 1 (d.t.s.) | Nagoya Grampus E. | Kashima Soccer Stadium |
| \| \| \| \| \| \| Tiri di rigore 5 – 3 \| \| |                      |                |                   |                        |
|                                              |                      |                |                   |                        |
|                                              | Tiri di rigore 5 – 3 |                |                   |                        |

| Ichihara 4 agosto 1993 | JEF United | 5 – 2 | Nagoya Grampus E. | Ichihara Seaside Stadium |

| Suzuka 7 agosto 1993 | Nagoya Grampus E. | 4 – 1 | Urawa Reds | Suzuka Sports Garden |

| Gifu 14 agosto 1993 | Nagoya Grampus E. | 0 – 1 (d.t.s.) | Shimizu S-Pulse | Gifu Nagaragawa Stadium |

| Tokyo 19 agosto 1993 | Verdy Kawasaki | 3 – 1 | Nagoya Grampus E. | National Stadium |

| Fukuoka 25 agosto 1993 | Nagoya Grampus E. | 0 – 2 | Gamba Osaka | Hakatanomori Athletic Stadium |

| Yokohama 28 agosto 1993 | Yokohama Marinos | 2 – 0 | Nagoya Grampus E. | Mitsuzawa Stadium |

| Nagoya 3 settembre 1993 | Nagoya Grampus | 1 – 0 | Sanfrecce | Mizuho Athletic Stadium |

| Nagoya 6 novembre 1993 | Nagoya Grampus E. | 2 – 1 | Kashima Antlers | Mizuho Rugby Stadium |

| Nagasaki 10 novembre 1993 | Yokohama Flügels | 1 – 0 | Nagoya Grampus E. | Nagasaki Athletic Stadium |

| Saitama 13 novembre 1993 | Urawa Reds | 0 – 5 | Nagoya Grampus E. | Urawa Komaba Stadium |

| Shizuoka 17 novembre 1993 | Shimizu S-Pulse | 2 – 0 | Nagoya Grampus E. | Kusanagi Athletic Stadium |

| Gifu 20 novembre 1993 | Nagoya Grampus E. | 1 – 2 | Verdy Kawasaki | Gifu Nagaragawa Stadium |

| Kyoto 27 novembre 1993                       | Gamba Osaka          | 2 – 2 (d.t.s.) | Nagoya Grampus E. | Nishikyogoku Athletic Stadium |
| \| \| \| \| \| \| Tiri di rigore 6 – 5 \| \| |                      |                |                   |                               |
|                                              |                      |                |                   |                               |
|                                              | Tiri di rigore 6 – 5 |                |                   |                               |

| Nagoya 1º dicembre 1993 | Nagoya Grampus E. | 1 – 2 | Yokohama Marinos | Mizuho Rugby Stadium |

| Hiroshima 8 dicembre 1993 | Sanfrecce | 1 – 0 (d.t.s.) | Nagoya Grampus | Hiroshima Stadium |

| Nagoya 15 dicembre 1993 | Nagoya Grampus E. | 6 – 0 | JEF United | Mizuho Rugby Stadium |

### Coppa dell'Imperatore
| Gifu 5 dicembre 1993 | Nagoya Grampus E. | 2 – 1 (d.t.s.) | Júbilo Iwata | Gifu Nagaragawa Stadium |

| Kyoto 11 dicembre 1993 | Nagoya Grampus E. | 3 – 2 | Gamba Osaka | Nishikyogoku Athletic Stadium |

| Osaka 19 dicembre 1993 | Kashima Antlers | 5 – 3 (d.t.s.) | Nagoya Grampus E. | Osaka Expo '70 Stadium |

### Coppa Yamazaki Nabisco
| Shizuoka 10 settembre 1993 | Shimizu S-Pulse | 2 – 1 | Nagoya Grampus E. | Kusanagi Athletic Stadium |

| Nagoya 18 settembre 1993 | Nagoya Grampus E. | 1 – 3 | Júbilo Iwata | Minato Soccer Stadium |

| Tokyo 25 settembre 1993 | Nagoya Grampus E. | 4 – 1 | Yokohama Marinos | National Stadium |

| Saitama 2 ottobre 1993 | Urawa Reds | 3 – 2 | Nagoya Grampus E. | Omiya Football Stadium |

| Nagoya 16 ottobre 1993 | Nagoya Grampus E. | 1 – 0 (d.t.s.) | Yokohama Flügels | Minato Soccer Stadium |

## Statistiche

### Statistiche dei giocatori
| Giocatore    | J. League | J. League | J. League   | J. League  | Coppa dell'Imperatore | Coppa dell'Imperatore | Coppa dell'Imperatore | Coppa dell'Imperatore | Nabisco Cup | Nabisco Cup | Nabisco Cup | Nabisco Cup | Totale   | Totale | Totale      | Totale     |
| Giocatore    | Presenze  | Reti      | Ammonizioni | Espulsioni | Presenze              | Reti                  | Ammonizioni           | Espulsioni            | Presenze    | Reti        | Ammonizioni | Espulsioni  | Presenze | Reti   | Ammonizioni | Espulsioni |
| ------------ | --------- | --------- | ----------- | ---------- | --------------------- | --------------------- | --------------------- | --------------------- | ----------- | ----------- | ----------- | ----------- | -------- | ------ | ----------- | ---------- |
| T. Asano     | 20        | 1         | 0           | 0          | 3                     | 1                     | 0                     | 0                     | 0           | 0           | 0           | 0           | 23       | 2      | 0           | 0          |
| S. Egawa     | 24        | 1         | 0           | 0          | 3                     | 0                     | 0                     | 0                     | 5           | 1           | 0           | 0           | 32       | 2      | 0           | 0          |
| Elivélton    | 9         | 2         | 0           | 0          | 3                     | 0                     | 0                     | 0                     | 0           | 0           | 0           | 0           | 12       | 2      | 0           | 0          |
| H. Fujikawa  | 33        | 0         | 0           | 0          | 3                     | 0                     | 0                     | 0                     | 3           | 0           | 0           | 0           | 39       | 0      | 0           | 0          |
| T. Goto      | 21        | 6         | 0           | 0          | 0                     | 0                     | 0                     | 0                     | 0           | 0           | 0           | 0           | 21       | 6      | 0           | 0          |
| D. Havenaar  | 19        | 0         | 0           | 0          | 0                     | 0                     | 0                     | 0                     | 0           | 0           | 0           | 0           | 19       | 0      | 0           | 0          |
| T. Hirano    | 19        | 4         | 0           | 0          | 3                     | 1                     | 0                     | 0                     | 3           | 1           | 0           | 0           | 25       | 6      | 0           | 0          |
| K. Iijima    | 18        | 0         | 0           | 0          | 0                     | 0                     | 0                     | 0                     | 3           | 0           | 0           | 0           | 21       | 0      | 0           | 0          |
| Y. Ito       | 17        | 0         | 0           | 0          | 3                     | 0                     | 0                     | 0                     | 5           | 0           | 0           | 0           | 25       | 0      | 0           | 0          |
| G. Lineker   | 7         | 1         | 0           | 0          | 0                     | 0                     | 0                     | 0                     | 5           | 4           | 0           | 0           | 12       | 5      | 0           | 0          |
| Jorginho     | 27        | 9         | 0           | 0          | 3                     | 1                     | 0                     | 0                     | 1           | 0           | 0           | 0           | 31       | 10     | 0           | 0          |
| T. Kosugi    | 20        | 0         | 0           | 0          | 2                     | 1                     | 0                     | 0                     | 1           | 0           | 0           | 0           | 23       | 1      | 0           | 0          |
| N. Mori      | 3         | 1         | 0           | 0          | 3                     | 1                     | 0                     | 0                     | 5           | 0           | 0           | 0           | 11       | 2      | 0           | 0          |
| Y. Moriyama  | 12        | 4         | 0           | 0          | 1                     | 1                     | 0                     | 0                     | 0           | 0           | 0           | 0           | 13       | 5      | 0           | 0          |
| T. Nakanishi | 4         | 0         | 0           | 0          | 2                     | 0                     | 0                     | 0                     | 0           | 0           | 0           | 0           | 6        | 0      | 0           | 0          |
| S. Ogawa     | 32        | 1         | 0           | 0          | 3                     | 0                     | 0                     | 0                     | 5           | 0           | 0           | 0           | 40       | 1      | 0           | 0          |
| T. Okayama   | 7         | 1         | 0           | 0          | 0                     | 0                     | 0                     | 0                     | 3           | 2           | 0           | 0           | 10       | 3      | 0           | 0          |
| Pita         | 8         | 2         | 0           | 0          | 0                     | 0                     | 0                     | 0                     | 2           | 1           | 0           | 0           | 10       | 3      | 0           | 0          |
| Garça        | 29        | 3         | 0           | 0          | 3                     | 0                     | 0                     | 0                     | 4           | 0           | 0           | 0           | 36       | 3      | 0           | 0          |
| S. Sawairi   | 22        | 6         | 0           | 0          | 0                     | 0                     | 0                     | 0                     | 2           | 0           | 0           | 0           | 24       | 6      | 0           | 0          |
| M. Shimamura | 14        | 1         | 0           | 0          | 0                     | 0                     | 0                     | 0                     | 0           | 0           | 0           | 0           | 14       | 1      | 0           | 0          |
| N. Takemoto  | 9         | 0         | 0           | 0          | 0                     | 0                     | 0                     | 0                     | 1           | 0           | 0           | 0           | 10       | 0      | 0           | 0          |
| K. Taniguchi | 5         | 0         | 0           | 0          | 0                     | 0                     | 0                     | 0                     | 2           | 0           | 0           | 0           | 7        | 0      | 0           | 0          |
| M. Tsuruta   | 24        | 2         | 0           | 0          | 0                     | 0                     | 0                     | 0                     | 4           | 0           | 0           | 0           | 28       | 2      | 0           | 0          |
| M. Tsushima  | 1         | 0         | 0           | 0          | 0                     | 0                     | 0                     | 0                     | 0           | 0           | 0           | 0           | 1        | 0      | 0           | 0          |
| N. Yasuhara  | 3         | 0         | 0           | 0          | 0                     | 0                     | 0                     | 0                     | 2           | 0           | 0           | 0           | 5        | 0      | 0           | 0          |
| M. Yonekura  | 31        | 2         | 0           | 0          | 3                     | 2                     | 0                     | 0                     | 5           | 0           | 0           | 0           | 39       | 4      | 0           | 0          |
| A. Yoshida   | 19        | 0         | 0           | 0          | 0                     | 0                     | 0                     | 0                     | 0           | 0           | 0           | 0           | 19       | 0      | 0           | 0          |